# 존 M. 헌츠맨 센터
존 M. 헌츠맨 센터(영어: Jon M. Huntsman Center)는 미국 유타주 솔트레이크시티에 위치한 실내 경기장이다. 현재 NBA 서머리그 경기장으로 사용하고 있으면, 유타 대학교 남자,여자 농구팀이 사용하고 있다.